# Frederick (Colorado)
Frederick è un centro abitato (town) degli Stati Uniti d'America, situato nella contea di Weld dello Stato del Colorado. Nel censimento del 2000 la popolazione era di 2.467 abitanti.

## Geografia fisica
Secondo i rilevamenti dell'United States Census Bureau, Frederick si estende su una superficie di 33,7 km².

## Storia
Nel 2018 la cittadina è stata teatro degli omicidi della famiglia Watts.